# Los Dinzel
Los Dinzel fue una destacada pareja de baile de tango integrada por Gloria Inés Varo y Carlos Rodolfo Dinzelbacher, formada en 1972 y que, desde ese año, permaneció junta. Bailarines de extracción clásica ella y folklórica él, se hicieron mundialmente conocidos por integrar el elenco que presentó Tango Argentino de Claudio Segovia y Héctor Orezzoli en Broadway, en 1985, que constituyó un éxito mundial durante más de una década e impulsó el renacimiento del tango a nivel mundial. Desplegaron así toda su carrera artística, para luego continuar en el ámbito docente e investigativo del tango danza. Producto de más de 40 años de investigación, desarrollaron un sistema de enseñanza y transmisión de la danza del tango, que denominan Sistema Dinzel.

## Biografía
Gloria Ines Varo a los 8 años ingresa al Instituto Superior de Arte del Teatro Colón de Buenos Aires, teniendo como maestros a Michel Borovsky, Tamara Grigorieva, Renate Schottelius, Jorge Tomín, Aída Mastrazzi y Eda Aisembreg entre otros: egresando en 1967 poseyendo el número 47 del Centro de Egresados de dicha institución, siendo una de las socias fundadoras en 1982. Inmediatamente después de recibirse viaja a Europa, donde incursiona por primera vez en la danza del Tango con el coreógrafo y bailarín Ángel Eleta en España, llegando a ser su primera bailarina. De regreso a Buenos Aires decide dedicarse únicamente a la danza del tango. Falleció el 12 de agosto de 2018.
Carlos Rodolfo Dinzelbacher nació en el barrio de San Telmo Buenos Aires, a los 4 años, ingresa como oyente en las dependencias de la Escuela Nacional de Danzas Folklóricas, participando dos años más tarde del concurso infantil de dicha institución. A los 14 años comienza su carrera profesional como bailarín folklórico, desempeñándose como tal con los principales coreógrafos del género en la República Argentina. A los 16 años crea junto a su hermano el grupo "Coreo imaginación Argentino". En 1968 se recibe como docente, egresando de la Escuela Normal Mariano Acosta de Buenos Aires y en ese mismo año decide dedicarse al tango, abandonando la danza folñlórica y comienza su carrera artística e investigación sobre el tema del tango Danza como género popular Argentino. Falleció el 1 de enero de 2015.

## Dossier

### Presentaciones Artísticas Internacionales[2]
- 1972. Embajada Argentina (Los Ángeles, EE. UU.)/ Congreso Internacional de Turismo (Maui, EE. UU.)/ Palacio de Convenciones (Madrid, España).
- 1973. Hotel Crillón (Lima. Perú)/ Teatro de Miraflores (Lima, Perú).
- 1974. Hotel Intercontinental (Quito, Ecuador)/ Casa de Cultura (Guayaquil, Ecuador)/ Teatro Libertador (Cuenca, Ecuador).
- 1975. Feria Internacional de la Industria (Cochabamba, Bolivia).
- 1976. Televisión Chilena (Santiago de Chile, Chile)/ Teatro Municipal (punta Arenas, Chile)/ Diez espectaculares para el programa Tai Mu Ch 2 (China)/ Película "El Tango", TV (Finlandia).
- 1977. Teatro Municipal (Porto Alegre, Brasil)/ Teatro Guaíra (Curitiba, Brasil)/ Restaurant Show Vivará (Río de Janeiro, Brasil)/ Televisao "O Globo" (Río de Janeiro, Brasil)/ Grabación TV (Austria).
- 1978. Hotel Ocean Palace (Montevideo, Uruguay)/ Televisión Canal 2 (Montevideo, Uruguay) Tanguería La Cumparsita (Montevideo, Uruguay).
- 1979. Televisión Japonesa (Japón).
- 1980. Canal 13 (México, DF México)/ Sheraton Hotel (México, DF México).
- 1984. Con "Tango Argentino": Chatelet Teatro- Festival de Otoño ( París. Francia)/ Teatro de Nimes (Nimes, Francia)/ Teatro Municipal Grenoble (Grenoble, Francia)/ Teatro Petrozzelli (Bari, Italia).
- 1985. Quebec - Montreal - Ottawa (Canadá)/ San Antonio. Texas (EE. UU.)/ New York Teatro City Center (EE. UU.)/ Mark Hellinger Theatre, Broadway (New York, EE. UU.)/ Kenedy Center Honor (Washington D. C., EE. UU.)/ White House (Washington D. C., EE. UU.- invitados por Sr. Presidente Ronald Reagan).
- 1986. Washington Golde Gate (EE. UU.)/ The Performance Art Theatre (Miami, EE. UU.)/ Dallas, Texas (EE. UU.) / Pantaje Theatre (Los Ángeles, EE. UU.)/ The Performance Art (San Francisco, EE. UU.)/ Plate des Arts (Vancouver, Canadá)/ San Diego (EE. UU.)/ Washington Kennedy Center Honor (EE. UU.)[3] / Boston (EE. UU.).
- 1987. The performance Arts (Miami, EE. UU.)/ Philadelphia (EE. UU.)/ Toronto- Montreal (Canadá)/ San City- Phoenix- Los Ángeles- San Francisco- Sarasota- Clean Water- Atlanta- Denver- New Orleans- Houston[4]- Dallas (EE. UU.)/ Tokio- Osaka (Japón)/ Washington (EE. UU.).
- 1988. Hamilton -Quebec -Ottawa (Canadá)/ Atlantic City- Tampa- Jacksonville- Orlando (EE. UU.)/ Caracas (Venezuela)/ München (Alemania)/ Baltimore- Fort Loderler- Sunrise- Detroit (EE. UU.).
- 1989. Dirección y Coreografía de "Le Tango" Festival de Lutece (París, Francia)/ largometraje "En un Viejo Almacén". TV (España). *1990 Coreógrafos de "Tango Session"en: Quito- Guayaquil (Ecuador)/ México DF- Monterrey (México)/ Los Ángeles (EE. UU.)/ Caracas (Venezuela).
- 1991. Adelaide (Australia)/ Nueva Zelanda/ Kuala Lumpul (Malasia)/ Singapur/ Bancok (Tailandia)/ Festival de Tango de Granada (España).
- 1993. Los Ángeles-San Francisco (EE. UU.)/ Santiago de Chile (Chile). Intérpretes y coreógrafos de la Opera María de Buenos Aires de Horacio Ferrer y Astor Piazzolla Teatro Solís (Montevideo, Uruguay).
- 1994. Mundial de Fútbol (Chicago, EE. UU.).
- 1995. Miami- Fort Loderler (EE. UU.)/ Hotel Galerías (Santiago de Chile).
- 1996. Madrid-Barcelona-Valencia (España)/ Les Halles D'Auditurium (París, Francia) con su espectáculo Tango Los Dinzel.
- 1998. Tropigala. Miami (EE. UU.) / Amigos del Tango. Zaragoza (España)) / Centro de Convenciones Show: Una Noche con Los Dinzel. Lugano (Suiza).
- 1999. IV Congreso de Tango en Miami / Copenhague (Dinamarca) Interpretación de “El Abrazo”.
- 2000. IV Cumbre Internacional del Tango en Sao Paulo y Río de Janeiro (Brasil).
- 2001. Las Vegas (EE. UU.) / San Diego (EE. UU.) / II Festival de Tango en Londres (Reino Unido) / Santiago de Chile (Chile).
- 2002. Malmö (Suecia), Copenhague (Dinamarca), Montevideo (Uruguay), Madrid (España), San Francisco (EE. UU.).

### Las actividades artísticas desarrolladas en la Argentina[5]
Caño 14, Michelángelo, La Casa de Carlos Gardel. Casa Rosada, Castello Vecchio, entre otros, destacándose los seis años consecutivos en "El Viejo Almacén" y con exclusividad en los años 1991 y 1992 con dicha casa.

Compartiendo escenario con
Edmundo Rivero, Osvaldo Pugliese, Buenos Aires 8, Armando Pontier, Aníbal Troilo, José Basso, Alfredo De Angelis, Leopoldo Federico, Horacio Salgán, Ubaldo de Lío, Alba Solís, María Graña, Nelly Vázquez, Roberto Goyeneche, Enrique Dumas, Beba Bidart, Raúl Lavié, Sexteto Mayor, Elba Berón, Sexteto Tango, Orlando Triposi, Alberto Marino, Roberto Rufino, Hugo Marcel, Carlos Fígari, Alberto Podestá, Carlos Acuña, Osvaldo Piro, Ernesto Baffa, Raúl Garello, Carlos García, Néstor Fabián, Horacio Ferrér, Amelita Baltar, Rosita Quiroga, Nelly Omar, Hugo del Carril, Juan Carlos Copes y María Nieves, Nélida y Nelson, Gloria y Eduardo, Mayoral y Elsa María, Virulazo y Elvira, María y Carlos Rivarola.

### Televisión
Han trabajado en diversos programas musicales y periodísticos destacándose los tres años en "La Botica del Tango"de Bergara Leumann. En el año 2006 participaron de la película "EL ULTIMO BANDONEON", de Alejandro Saderma
.
En el año 2007 participaron como entrevistados, en el rol de maestros y coreógrafos, en el especial Una Noche de tango,, por la señal The History Channel

.

### Enseñanza
- 1980. Precursores de la enseñanza del Tango en el tradicional "Bar Unión" de San Telmo. Dictaron curso para la Asociación Argentina de Actores.
- 1981. Dictaron curso para la Asociación Argentina de Actores. Editan durante 50 semanas junto a Daniel Giribaldi en el suplemento infantil del Diario Crónica el Sistema pedagógico "La Academia de los Dinzel". Hicieron la grabación de cintas para la enseñanza del Tango para la televisión Red O'Globo de Brasil. Dictaron clases en los EE. UU. en las Academias Arthur Murray y Fred Astaire.
- 1982. Dictaron curso para la Escuela Nacional de Danzas. Dictaron curso y talleres del Día del Tango en la Universidad de Belgrano.
- 1983. Dictaron las "Jornadas de Tango en la Universidad de Belgrano".
- 1985. Grabaron en New York del video "The Dinzel's, A Master Class" distribuido por el Show Americano Brother’s, dirigido por Juan Jose Campanella y Juan Pablo Domenech.[11][12]
- 1986. Seminarios en las academias Arthur Murray de EE.UU. y Canadá.
- 1988. Abren "La Academia de los Dinzel" en el Barrio de San Telmo en la calle Piedras al 1300.
- 1990. Crear curso televisivo Canal 2 de Bs. As. Micro anual en el programa "La Casa de Virginia".
- 1991. Conferencia en el Salón Captular del Palacio Consistorial del Ayuntamiento de Granada, España. Fundan la Asociación Civil de Estudio e Investigación del Tango.[1] Escriben una entrada en el Diccionario de Musicología Español, publicado en Barcelona, España.
- 1992. Rodolfo Dinzel es nombrado Miembro de Número de la Academia Nacional del Tango de la República Argentina, ocupando el sillón "Yira, Yira".
- 1993. Dictan seminarios en San Francisco, Los Ángeles y Santiago de Chile. Dictan una conferencia en la Universidad Lincoln (San Francisco, EE. UU.)Dictan una conferencia en el Aula Magna de la facultad de Arte de la Universidad Católica de Chile. Organizan la primera "La Semana del Tango",[13] siendo nombrados por la Secretaría de Cultura de la Nación, Presidente y Vicepresidente de la comisión Organizadora del evento.[14]
- 1994. Gloria Dinzel es nombrada Miembro de Número de la Academia Nacional del Tango de la República Argentina ocupando el sillón denominado "El Entrerriano". Dictan una conferencia el Colegio de Escribanos de Lomas de Zamora. Dictan una conferencia en la Academia Nacional del Tango de la República Argentina. Organizan la segunda "Semana del Tango", declarada de Interés Nacional por la Presidencia de la Nación. Son nombrados Directores del Departamento Danza de la Academia Nacional del Tango de la República Argentina. Dictan taller de Tango Danza en el Centro Cultural Ricardo Rojas. Dictan seminario en Santiago de Chile (Chile). Dictan seminario en Fort Loderler (EE. UU.). Como resultado de 20 años de investigación el Sistema Dinzel se establece como el sistema de enseñanza oficial en el actual Centro Educativo del Tango (CETBA), Ex-Universidad del Tango de Buenos Aires, Institución perteneciente al Gobierno de la Ciudad de Buenos Aires.
- 1995. Son designados profesores de Baile de Tango en el Liceo Superior del Tango[15] en la Academia Nacional del Tango de la República Argentina.
- 1996. Dictan seminario organizado por la Asociación Francesa de Artistas del Espectáculo (AFEAS). Tema: "El Tango en el Teatro-La Improvisación." (París Francia). Dictan conferencias en la Embajada de Argentina en Francia dentro del marco de la Reunión Plenaria de la Academia Francesa del Tango. Dictan conferencia en la Universidad de las Artes París en la Cátedra de Antropología de la Danza.
- 1997. Miami - Primer congreso de Tango en USA. Son designados directores artísticos en la reinauguración de Caño 14 en Bs.As.[16] Dictan seminario de Tango en el Estudio de Juan Olavarría - Santiago de Chile. Publican el libro "El Tango, una Danza. Sistema Dinzel de Notación Coreográfica" editorial Corregidor[17]
- 1998. Miami - Segundo congreso de tango en USA. Dictan seminario de Tango en Estudio de María Inés Camou - Montevideo. Gira Europea: Dictan Seminarios sobre Técnica e Improvisación, actuación el Palacio de Los Congresses (D.Lugano- Suiza). Actuación en Auditorium de la Universidad de la Sorbona (París-Francia). Conferencia Ilustrada(Pujol-España). Conferencia en la Universidad de Zaragoza y Seminario de Técnica (Zaragoza-España). Seminario a profesores de danza (Madrid- España). Seminario de Técnica e Improvisación(Copenhague-Dinamarca). Seminario de Técnica e Improvisación(Valencia-España). Parcipan del II Festival Internacional "Viva el Tango" (Montevideo-Uruguay), 27 de noviembre al 5 de diciembre de 1998.
- 1999. Dictan seminario de Tango en el estudio de María Inés Camou (Montevideo-Uruguay). Miami - Tercer Congreso de Tango en USA. Mayo, Gira Europea: Dictan seminario y conferencia en la Universidad de (Valencia-España). Dictan seminario y conferencia en Lund, Suecia. Dictan seminario y Conferencia en Copenhague, Dinamarca.
- 2000. Tango Master Classes en el Estudio de Ballet Montevideo (Montevideo, Uruguay) Gira por Europa: Berlín (Alemania), Malmö (Suecia), Madrid y Zaragoza (España). Son designados miembros del Jurado en el Festival de la Danza en Montevideo (Uruguay).
- 2001. Gira por Europa: Berlín, Munich (Alemania), Malmö, Lund (Suecia), Milán (Italia). Tango Master Classes en el Estudio de Ballet Montevideo (Uruguay). Dictan congreso de Tango en Las Vegas, (EE. UU.).
- 2002. Son designados directores de la "Escuela de Tango Danza" en el Centro Cultural Konex y Presidentes de las Cátedras del Departamento de Danza de la Escuela de Tango de la Fundación Konex.
- 2003. Dictan clases en la Plaza del Agua, en Güemes y San Lorenzo, dentro del programa "Veranee con la cultura" del Centro Cultural Konex[18] / Formación artística de los bailarines del elenco del espectáculo Vamos al tango[19] / Seminario-Clínica del Tango Salón en el Centro Cultural Konex.[20]
- 2005. LANZAN UN DVD DIDACTICO DE TANGO-DANZA,[21] Es un material que combina pedagogía y danza. E incluye un informe sobre el origen del baile de tango.
- 2011. Reeditan el libro "El Tango, una Danza. Esquema D: Sistema Dinzel de Notación Coreográfica" Editorial Corregidor. Publican el libro "El Tango, una Danza. La Improvisación (parte 1)" (Dinzel, Rodolfo) Editorial Corregidor.
- 2012. Publican el libro "El Tango, una Danza. Mi Tango" (Dinzel, Gloria) Editorial Corregidor. Realizan el CESDI 2012 - "1º CONGRESO EUROPEO SISTEMA DINZEL®" 20 al 23 de septiembre de 2012 en Aspra – Italia.[22]
- 2014. Realizán el CISDI 2014 | Congreso Internacional Sistema Dinzel® del 4 al 7 de septiembre de 2014 - Buenos Aires - Argentina.[23]

### Premios y nominaciones[5]
- 1977 Diploma de Honor por el Consejo Distrital de Surquillo, Perú.
- 1983 Plaqueta de Reconocimiento por las Voces de Buenos Aires.
- 1985 Diploma de Honor por la Asociación "El Argentino" New York, EE. UU./ Plaqueta de Reconocimiento artístico por LS 83 TV CH9.
- 1986 Diploma de Honor Telethon a las estrellas New York, EE. UU./ Nominación a las ternas en Coreografía de los premios Tony Awards de Broadway, New York, EE. UU./ Diploma de Honor por Sunnyside Lions Club Sudamericano, New York, EE. UU./ Plaqueta "Kennedy Center Honors" Washington D. C., EE. UU./ Medalla Homenaje por la Asociación Argentina de Intérpretes.
- 1987 Estatuilla "Pedro de Mendoza" y Diploma de Honor por "El Viejo Almacén"./ Estrella de Cristal Tiffany Wortham Center Houston, EE. UU./ Plaqueta Mención de Las Portugués por la Asociación Portuguesa- Argentina.
- 1991 Plaqueta al Mérito Artístico por el Ayuntamiento de Granada, España.
- 1993 Diploma de Honor por la Secretaría de Cultura de La Nación Argentina.
- 1995 Diploma de Honor María Ruanova por el Consejo Mundial de la Danza de la UNESCO/ Plaqueta Homenaje "Maestro de Maestros" por la Asociación Akarense, Buenos Aires.
- 1996 Primer Premio Concurso de Becas Nacionales en Danza Investigación./ Premio Reconocimiento a la Trayectoria por la Asociación de Mujeres Universitarias de Buenos Aires.
- 1998. Ganan el Premio Estrella de Mar en Mar del Plata- Argentina como Mejor espectáculo.
- 2003 La Academia Nacional del Tango inaugura el Museo Mundial del Tango, en donde se exhiben los zapatos los que comenzaron a bailar en público.[24]
- 2013 La Ciudad Autónoma de Buenos Aires los distinguió como Personalidades Destacadas.[25]

## Obra
En 1988 Fundan "La academia de los Dinzel" en el Barrio de San Telmo, mudándose años después al Barrio de Villa Crespo, en la actualidad sigue en funcionamiento y es reconocida como "Estudio Dinzel".
Como resultado de más de 40 años de investigación desarrollaron el Sistema Dinzel, métodos pedagógicos utilizado el la Carrera de Instructorado en Tango Danza del Centro Educativo del Tango de Buenos Aires (CETBA) desde que se implementó dicha carrera, en la cual son Directores desde su fundación en el segundo semestre de 1992. En 1998 fundan Dinzel International para la difusión e implementación del Sistema Dinzel en todo el mundo.

### Investigación
Entre las múltiples tareas encaradas por Dinzel International se encuentra la de desarrollar diversas investigaciones relacionadas con el tango danza. Las mismas fueron comenzadas por décadas atrás. Dos de ellas, "El tango una danza. Esa ansiosa búsqueda de la libertad" y "El tango una danza. Sistema de notación coreográfico" ya han sido publicadas por Editorial el Corregidor. El primero de estos trabajos también ha sido publicado en alemán. Hay tres investigaciones más que ya han entrado en su etapa final y pronto serán publicadas: "El tango una danza. Escritura y análisis de sus movimientos" "El tango una danza. Técnica de la mecánica" "El tango una danza. Teoría de la práctica"